# HUNTING TIME
『HUNTING TIME』（ハンティング・タイム）は、1989年にANTHEMがリリースした5枚目のアルバムである。

## 内容
前作に続き、キーボーディストの三国義貴がゲスト参加している。

## リリース変遷
カセット、CDの2種のフォーマットで同時発売された。
1999年・2005年にリマスター盤、2010年にSHM-CD盤、2017年にBlu-spec CD盤がリリースされた。
2005年リリースのリマスター盤のみ『BEST』から「Are You Ready?」が追加収録されている。

## 収録曲
全編曲：クリス・タンガリーディス・ANTHEM
1. THE JUGGLER
作詞・作曲：柴田直人
2. HUNTING TIME
作詞・作曲：柴田直人
3. EVIL TOUCH
作詞・作曲：柴田直人
4. TEARS FOR THE LOVERS
作詞：森川之雄、柴田直人
作曲：柴田直人
5. SLEEPLESS NIGHT
作詞：柴田直人
作曲：福田洋也
6. JAIL BREAK（GOIN' FOR BROKE）
作詞・作曲：柴田直人
7. LET YOUR HEART BEAT
作詞・作曲：柴田直人
8. BOTTLE BOTTOM
作詞・作曲：福田洋也

05年リマスター盤でのボーナストラック
1. ARE YOU READY?
作詞：森川之雄
作曲：柴田直人

## 参加メンバー
- 柴田直人：ベース、作詞、作曲
- 森川之雄：ボーカル、作詞
- 福田洋也：ギター、作詞、作曲
- 大内貴雅：ドラムス
- 三国義貴：シンセサイザー（ゲスト）